# Erkki Paavolainen
Erkki Paavolainen, född 17 maj 1890 i Kivinebb, död 18 mars 1960 i Helsingfors, var en finländsk pedagog och politiker. Han var far till Katri Veltheim.
Paavolainen blev filosofie magister  1916 och var rektor för Kanneljärvi folkhögskola 1920–1953. Skolan var ursprungligen belägen på Karelska näset, men flyttade efter kriget först till Vichtis och 1955 till Lojo landskommun. Han var chefredaktör för tidningen Karjala 1917–1920, 1944–1952 och 1954–1955. Han var ledamot av Finlands riksdag för Samlingspartiet 1924–1926, 1929–1932 och 1936–1950. Han hörde till kretsen kring Pehr Evind Svinhufvud och inkallades 1932 av denne som socialminister i J.E. Sunilas regering. 
Paavolainen var en god talare och en produktiv skribent som kunde förena logisk tankeskärpa med känslomässigt engagemang. Han arbetade outtröttligt för att främja den karelska befolkningens ekonomiska och kulturella situation. Han var medlem av en stor mängd organisationer och arbetsgrupper som arbetade med karelska frågor, bland annat det 1940 grundade Karelska förbundet, som drev den från Karelen fördrivna befolkningens intressen. Han tilldelades skolråds titel 1953.